# Anticorpi antinucleo

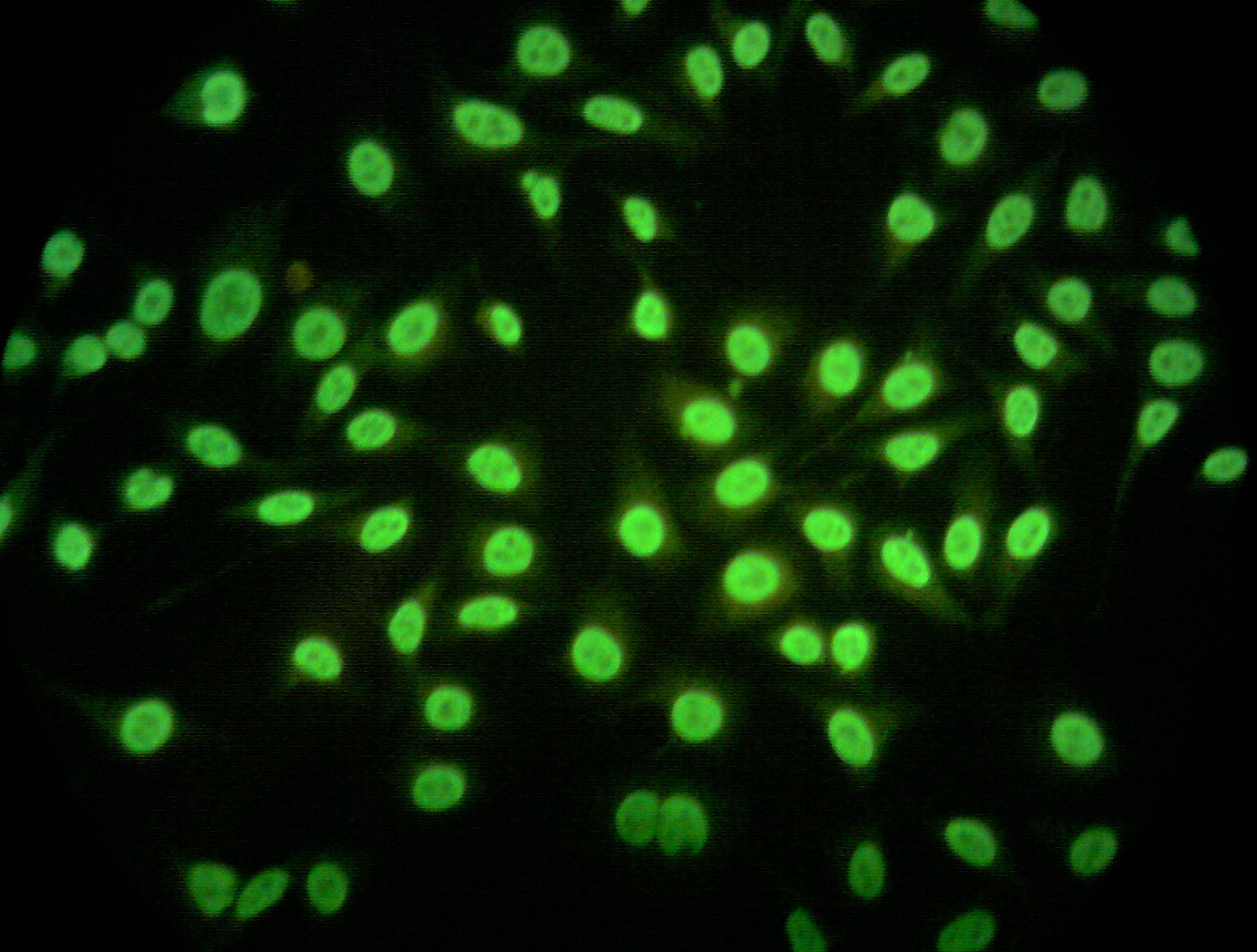
Immunofluorescenza effettuata con una linea cellulare HEp-2 e con il siero di un paziente con lupus eritematoso sistemico

Gli anticorpi anti nucleo (ANA) sono una categoria molto ampia di autoanticorpi, ovvero anticorpi che l'organismo produce contro se stesso. Sono correlati a numerose malattie autoimmuni, tra le quali soprattutto il lupus eritematoso sistemico, ma anche in altre malattie infiammatorie croniche, quali epatopatie e malattie polmonari.
Tra questi i più importanti sono:
- anticorpi anti-dsDNA
- anticorpi anti-ssDNA
- anticorpi anti-RNA

## Indagini diagnostiche
Esistono diverse indagini di laboratorio per la ricerca e la differenziazione degli anticorpi anti nucleo. La tecnica più utilizzata è l'immunofluorescenza indiretta che utilizza, per la ricerca degli anticorpi anti nucleo, un substrato di cellule HEp-2, ovvero cellule epiteliali di carcinoma della laringe umana. Queste particolari cellule mostrano un rapporto nucleo/citoplasma molto elevato e, in virtù della loro natura neoplastica, presentano numerose figure mitotiche permettendo all'operatore di individuare anticorpi diretti contro gli antigeni cellulari espressi durante la fase mitotica.